# SK Root
SK Root (Sportklub Root) ist ein Schweizer Fussballverein aus Root im Kanton Luzern. Die Farben des Vereins sind Rot, Weiss und Gelb.

## Geschichte
Am 29. Januar 1960 wurde im Restaurant Winkelried ein Vertrag zur Vereinsgründung abgeschlossen. Als erster Vereinspräsident fungierte Josef Stöckli. Der grösste Erfolg der Herrenmannschaft war der Aufstieg in die 2. Liga regional in der Saison 2010/11. Der SK Root ist mit insgesamt 17 Mannschaften und weiteren Koorperationsteams lokal stark verankert und setzt nachhaltig auf seinen eigenen Nachwuchs.

## Frauenfussball
Die Damenmannschaft des SK Root wurde 1983 gegründet. 1998 gelang ihr der Aufstieg in die Nationalliga B, bereits ein Jahr später folgte der Aufstieg in die Nationalliga A. Die Saison 1999/2000 wurde auf dem neunten Platz beendet, was den sofortigen Abstieg zur Folge hatte. Zur Saison 2001/02 kehrte die Mannschaft erneut in die höchste Spielklasse zurück, wurde Letzter und stieg abermals ab. 2011/12 spielte das Team in der 3. Liga und wurde dort Erster.

## Mannschaften
- 1. Mannschaft (3. Liga, Gruppe 1)[4]
- 2. Mannschaft (4. Liga)
- Damenmannschaft (3. Liga)
- 17 Mannschaften (exklusive Koorperationsteams)